# Mạng lưới giá trị gia tăng
Mạng lưới giá trị gia tăng (value-added network, VAN) là một dịch vụ lưu trữ được cung cấp hoạt động như một trung gian giữa các đối tác kinh doanh chia sẻ dữ liệu dựa trên tiêu chuẩn hoặc độc quyền thông qua các quy trình kinh doanh được chia sẻ. Dịch vụ được cung cấp được gọi là"dịch vụ mạng giá trị gia tăng".

## Những năm 1960: Dịch vụ"chia sẻ thời gian"và"mạng lưới"
Theo sau các nhà cung cấp chia sẻ thời gian, việc cung cấp đường dây thuê giữa các thiết bị đầu cuối và trung tâm dữ liệu đã chứng minh một hoạt động kinh doanh bền vững dẫn đến việc thành lập các đơn vị kinh doanh chuyên dụng và các công ty chuyên quản lý và tiếp thị các dịch vụ mạng đó. Xem Tymshare để biết ví dụ về một công ty dịch vụ timeshare tách ra khỏi Tymnet như một chuyên gia truyền thông dữ liệu với danh mục sản phẩm phức tạp.

## Những năm 1970: Thị trường viễn thông
Việc phân bổ quy mô lớn các dịch vụ mạng của các công ty tư nhân đã mâu thuẫn với lĩnh vực viễn thông do nhà nước kiểm soát. Để có thể có được giấy phép cung cấp dịch vụ viễn thông cho khách hàng, một doanh nghiệp tư nhân đã phải"thêm giá trị"vào đường dây liên lạc để trở thành một dịch vụ khác biệt. Do đó, khái niệm"dịch vụ mạng giá trị gia tăng"được thành lập để cho phép hoạt động của các doanh nghiệp tư nhân như một sự miễn trừ khỏi sự kiểm soát của nhà nước.
Lĩnh vực khai thác viễn thông đã được bán ở Hoa Kỳ vào năm 1982 (xem Sửa đổi Phán quyết Cuối cùng) và ở Vương quốc Anh bắt đầu từ đầu những năm 1980 (chủ yếu là do tư nhân hóa Viễn thông Anh dưới thời Thủ tướng Margaret Thatcher). Vào cuối những năm 1980, việc chạy một dịch vụ mạng giá trị gia tăng cần có giấy phép ở Anh trong khi thuật ngữ"mạng giá trị gia tăng"chỉ đơn thuần trở thành một mô tả chức năng của một tập hợp con cụ thể của truyền thông dữ liệu được nối mạng ở Hoa Kỳ.

## Từ những năm 1980: Những nỗ lực cạnh tranh và tiêu chuẩn hóa quốc tế
Ở quy mô đa quốc gia, và do nền kinh tế viễn thông và cơ sở hạ tầng không đồng nhất trước khi Internet xâm nhập thị trường, việc quản lý dịch vụ mạng giá trị gia tăng đã chứng minh một nhiệm vụ phức tạp dẫn đến ý tưởng về các mạng do người dùng xác định, một khái niệm trước đó ngày nay có mặt khắp nơi của dịch vụ internet. Các nỗ lực tiêu chuẩn hóa cho mạng dữ liệu được thực hiện bởi ITU-T (trước đây là CCIT) và bao gồm các mạng chuyển mạch gói X.25 và hệ thống xử lý tin nhắn X.400, được thúc đẩy đặc biệt bởi một cuộc cạnh tranh xuyên Đại Tây Dương  vào đầu những năm 1990.

## Phối cảnh
Trong trường hợp không có lĩnh vực viễn thông do nhà nước vận hành, các dịch vụ mạng giá trị gia tăng vẫn được sử dụng, chủ yếu như một mô tả chức năng, kết hợp với các kênh thuê riêng dành cho truyền thông từ doanh nghiệp đến doanh nghiệp (đặc biệt là truyền dữ liệu EDIFACT).
Các chính phủ như Nam Phi vẫn duy trì quy định rõ ràng, trong khi các chính phủ khác giải quyết các dịch vụ cụ thể có giấy phép.
Theo truyền thống, hầu hết các dịch vụ mạng giá trị gia tăng chủ yếu hỗ trợ các khả năng tích hợp giữa doanh nghiệp và doanh nghiệp đa năng tập trung vào trao đổi dữ liệu điện tử, nhưng các nhà cung cấp dịch vụ đang phát triển để trở nên cụ thể hơn theo quy trình và theo ngành, đặc biệt là trong các ngành như bán lẻ và sản xuất công nghệ cao.  Một số nguồn cho rằng các dịch vụ mạng giá trị gia tăng hiện đại nên được gọi là"lưới giao dịch"do sự tương đồng với điện toán lưới. Những người khác phân biệt các nhà cung cấp dịch vụ internet từ các nhà khai thác dịch vụ mạng giá trị gia tăng quốc tế (IVans).